# Xarxa neuronal física
Una xarxa neuronal física és un tipus de xarxa neuronal artificial en què s'utilitza un material ajustable elèctricament per emular la funció d'una sinapsi neuronal o un model de neurona d'ordre superior (dendrític). La xarxa neuronal "física" s'utilitza per emfatitzar la dependència del maquinari físic utilitzat per emular neurones en lloc dels enfocaments basats en programari. De manera més general, el terme s'aplica a altres xarxes neuronals artificials en què s'utilitza un memristor o un altre material de resistència ajustable elèctricament per emular una sinapsi neuronal.

## Tipus de xarxes neuronals físiques

### ADALINE
A la dècada de 1960 Bernard Widrow i Ted Hoff van desenvolupar ADALINE (neurona lineal adaptativa) que utilitzava cèl·lules electroquímiques anomenades memistors (resistències de memòria) per emular les sinapsis d'una neurona artificial. Els memistors es van implementar com a dispositius de 3 terminals que funcionaven basats en la galvanoplastia reversible de coure de manera que la resistència entre dos dels terminals es controla per la integral del corrent aplicat a través del tercer terminal. El circuit ADALINE va ser comercialitzat breument per Memistor Corporation als anys 60, permetent algunes aplicacions en el reconeixement de patrons. Tanmateix, com que els memistors no es van fabricar utilitzant tècniques de fabricació de circuits integrats, la tecnologia no era escalable i finalment es va abandonar a mesura que l'electrònica d'estat sòlid es va madurar.

### VLSI analògic
El 1989 Carver Mead va publicar el seu llibre Analog VLSI and Neural Systems, que va derivar potser la variant més comuna de les xarxes neuronals analògiques. La realització física s'implementa en VLSI analògic. Sovint s'implementa com a transistors d'efecte de camp en baixa inversió. Aquests dispositius es poden modelar com a circuits translineals. Aquesta és una tècnica descrita per Barrie Gilbert en diversos articles cap a mitjans de 1970, i en particular els seus Circuits translineals de 1981. Amb aquest mètode els circuits es poden analitzar com un conjunt de funcions ben definides en estat estacionari, i aquests circuits es poden muntar en xarxes complexes.

### Xarxa neuronal física
Alex Nugent descriu una xarxa neuronal física com un o més nodes semblants a neurones no lineals utilitzats per sumar senyals i nanoconnexions formades a partir de nanopartícules, nanofils o nanotubs que determinen la força del senyal d'entrada als nodes. L'alineació o l'autoassemblatge de les nanoconnexions està determinat per la història del camp elèctric aplicat realitzant una funció anàloga a les sinapsis neuronals. Són possibles nombroses aplicacions per a aquestes xarxes neuronals físiques. Per exemple, un dispositiu de suma temporal pot estar compost d'una o més nanoconnexions que tenen una entrada i una sortida, on un senyal d'entrada proporcionat a l'entrada fa que una o més nanoconnexions experimentin un augment de la força de connexió amb el temps. Un altre exemple d'una xarxa neuronal física l'ensenya la patent nord-americana núm. 7.039.619 titulada "Utilized nanotechnology apparatus using a neuronal network, a solution and a connection gap", que va emetre a Alex Nugent per l'oficina de patents i marques dels EUA el 2 de maig de 2006.
Una altra aplicació de la xarxa neuronal física es mostra a la patent dels EUA núm. 7.412.428 titulada "Application of hebbian and anti-hebbian learning to nanotechnology-based physical neuronal networks", que es va publicar el 12 d'agost de 2008.
Nugent i Molter han demostrat que la computació universal i l'aprenentatge automàtic de propòsit general són possibles a partir d'operacions disponibles mitjançant circuits memristius simples que operen la regla de plasticitat AHaH. Més recentment, s'ha argumentat que també xarxes complexes de circuits purament memristius poden servir com a xarxes neuronals.

### Xarxa neuronal de canvi de fase
El 2002, Stanford Ovshinsky va descriure un mitjà de computació neuronal analògic en el qual el material de canvi de fase té la capacitat de respondre acumuladament a múltiples senyals d'entrada.  S'utilitza una alteració elèctrica de la resistència del material de canvi de fase per controlar la ponderació dels senyals d'entrada.

### Xarxa neuronal memrística
Greg Snider de HP Labs descriu un sistema de computació cortical amb nanodispositius memristius. Els memristors (resistències de memòria) estan implementats per materials de pel·lícula fina en els quals la resistència s'ajusta elèctricament mitjançant el transport d'ions o vacants d'oxigen dins de la pel·lícula. El projecte SyNAPSE de DARPA ha finançat IBM Research i HP Labs, en col·laboració amb el Departament de Sistemes Cognitius i Neurals (CNS) de la Universitat de Boston, per desenvolupar arquitectures neuromòrfiques que es puguin basar en sistemes memristius.

### Sinapsis artificials protòniques
El 2022, els investigadors van informar del desenvolupament de sinapsis artificials inspirades en el cervell a nanoescala, utilitzant el protó d'ions (H+
), per a "aprenentatge profund analògic".